# Textron AirLand Scorpion
O Textron AirLand Scorpion é um avião a jacto americano proposto para venda, para realizar ataques leves e missões de vigilância e reconhecimento (ISR). Está a ser desenvolvido pela Textron AirLand, uma joint venture entre a Textron e a AirLand Enterprises. Um protótipo foi construído secretamente pela Cessna, na sua fábrica de Wichita, Kansas, entre Abril de 2012 e Setembro de 2013, voou pela primeira vez em 12 de Dezembro de 2013.